# Hans Schütte
Hans Schütte (* um die 19. Jahrhundertwende) ist ein ehemaliger deutscher Eishockeyspieler und seit 1988 Mitglied der Hall of Fame des deutschen Eishockeymuseums.

## Karriere
Als Spieler war er für Tegeler EV aktiv.
International war er Teil der deutschen Eishockeynationalmannschaft bei der Eishockey-Weltmeisterschaft 1933, wo er als Eishockeystürmer eingesetzt wurde.